# Vexin
Il Vexin è una regione geografica e storica del nord-ovest della Francia, divisa sin dal X secolo in Vexin Normanno (Vexin normand) e francese (Vexin français). I suoi limiti approssimativi vedono un'estensione est-ovest fra Pontoise e Rouen e nord-sud fra Beauvais e la Senna. Il Vexin si estende su quattro dipartimenti: Val-d'Oise, Yvelines, Eure e Senna Marittima.
Le sue due parti sono:

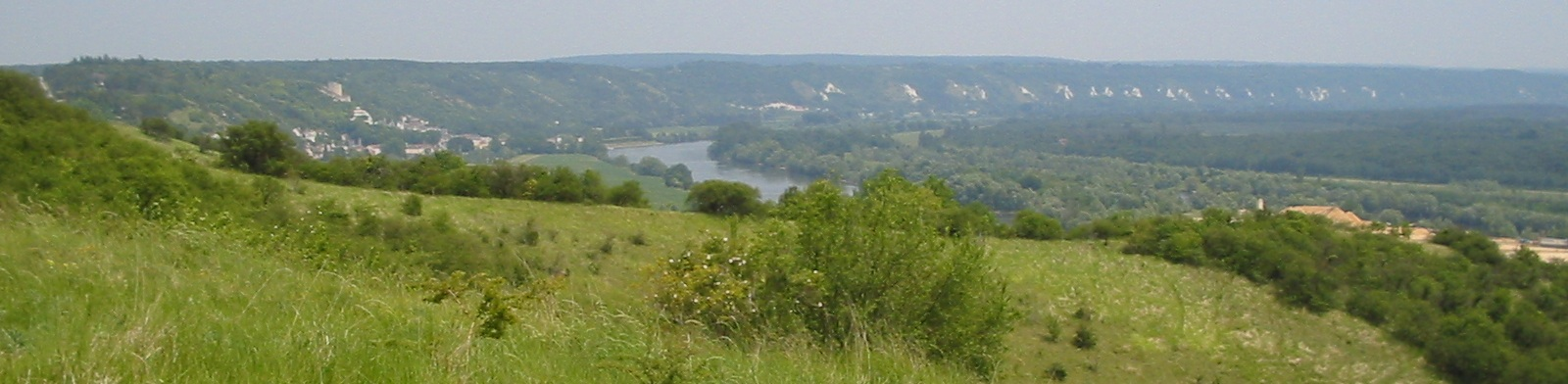
Veduta del Vexin e della valle della Senna da La Roche-Guyon

Stemma del Vexin Francese

- il Vexin Normanno, che divenne parte del Ducato di Normandia, è ora parte della regione della Normandia. I suoi confini corrispondono ai fiumi Epte, Andelle e Senna.
- il Vexin Francese, che rimase parte dell'Île-de-France, si trova negli odierni dipartimenti della Val-d'Oise e Yvelines. I suoi confini sono sui fiumi Epte, Oise e Senna ed è in parte protetto da un parco regionale dal 1995.

## Geografia
Sul piano geografico, il Vexin si presenta come un vasto altopiano calcareo limitato a sud dalle anse della Senna, che lo hanno scavato formando in certi luoghi falesie e dirupi ed attraversato da due valli principali in direzione nord-sud: quella dell'Epte e dell'Andelle.
Sul piano umano, si tratta di una regione rurale, con una bassa densità di popolazione e che subisce l'attrazione dei centri urbani vicini che sono Rouen ad ovest, Pontoise a est, Vernon e Mantes-la-Jolie a sud. La principale città del Vexin, Gisors, ha circa 10 000 abitanti.
Il principale asse di comunicazione è la statale 14 che collega Parigi a Rouen via Pontoise. §Il suo tracciato, rettilineo e diretto, segue un'antica strada romana. la via Giulio Cesare.
Le principali attrazioni turistiche del Vexin sono a Les Andelys, col Château-Gaillard, e a Lyons-la-Forêt, pittoresco villaggio normanno nella foresta omonima, una delle più belle di Francia.

## Storia
La tribù gallica dei Veliocassi, la cui capitale era Rouen, dette il nome alla regione, che poi divenne contea. Le incursioni normanne sotto Rollone di Normandia furono fermate col Trattato di Saint-Clair-sur-Epte nel 911 che stabiliva che il re Carlo III il Semplice dovesse abbandonare quello che divenne il Ducato di Normandia e ne fissava il confine col Regno di Francia sul fiume Epte, dividendo in due parti il Vexin.